# John Chilton
John James Chilton (Londen, 16 juli 1932 – 25 februari 2016) was een Britse jazztrompettist en jazzauteur.

## Biografie
Chilton kwam uit de arbeidersklasse. Zijn vader was komiek in een muziekzaal. Hij begon met het spelen van cornet op 12-jarige leeftijd en trompet op 17-jarige leeftijd. Na twee jaar bij de RAF, richtte hij begin jaren 1950 zijn eigen band op, waarmee hij speelde in een van de "Butlins" themaparken in Skegness o.a. met komiek Dave Allen. Van 1958 tot 1963 speelde hij in de Jump Band van Bruce Turner, waarover Jack Gold uit 1961 de film Living Jazz maakte. In de jaren 1960 speelde hij in de bigbands van Mike Daniels en Alex Welsh, speelde hij met popbands als The Swinging Blue Jeans en richtte hij tegen het einde van het decennium zijn eigen band Swing Kings op, waarmee hij Amerikaanse jazzmuzikanten op doorreis begeleidde, zoals Buck Clayton, Ben Webster, Bill Coleman en Charlie Shavers.
Begin 1974 richtte hij de Feetwarmers op, waarin jazzzanger (en satiricus) George Melly en klarinettist (en cartoonist) Wally Fawkes speelden. Met de Feetwarmers, die tot 2003 bestonden, ondernam Chilton wereldwijde tournees, verscheen regelmatig op televisie en had zelfs zijn eigen BBC-serie in 1983/1984 (Good Time George). Hij schreef ook een aantal goed onderzochte jazzbiografieën en twee Who's Who of Jazz (een voor traditionele Amerikaanse jazz en een voor Britse jazz) en een autobiografie in 2007. Hij ontving prijzen van de American Association of Recorded Sound Collections voor zijn biografieën van Louis Jordan en Coleman Hawkins. Hij ontving het ereburgerschap van New Orleans voor zijn biografieën van Sidney Bechet en Louis Armstrong. Voor "Liner Notes" voor het album Bunny Berigan (Time Life Records, 1982, in de serie Jazz Giants) ontving hij in 1983 een Grammy Award. Chilton was ook een componist en songwriter.

## Overlijden
John Chilton overleed in februari 2016 op 83-jarige leeftijd.

## Discografie
- 1972: Nuts
- 1973: Son of Nuts
- 1974: It’s George
- 1982: Making Whoopee
- 1995: Best of Live
- 1996: Anything Goes
- ????: Goodtime George
- 2006: The Ultimate Melly (met Van Morrison)

## Boeken
- met Max Jones: Louis: The Louis Armstrong Story, da Capo Paperback 1988 (zuerst London 1971), ISBN 0-306-80324-0, Duits Die Louis Armstrong Story, Herder 1972
- Ride Red Ride – the Life of Henry Red Allen, Continuum International Publishing Group 2000, ISBN 0-8264-4744-9
- Roy Eldridge, Little Jazz Giant, Continuum International Publishing Group 2003, ISBN 0-8264-6535-8
- McKinney’s Music – A bio-discography of McKinney's Cotton Pickers, Bloomsbury Bookshop 1978
- A Jazz Nursery – The Story of the Jenkins' Orphanage Bands in Charleston, South Carolina, Bloomsbury Bookshop 1980
- Teach Yourself Jazz, Hodder and Stoughton 1979, ISBN 0-340-23847-X (en Random House)
- Stomp Off, Let's Go: The Story of Bob Crosby's Bob Cats, Jazz Book Service 1983, ISBN 0-9501290-3-8
- Let the Good Times Roll: The Story of Louis Jordan, University of Michigan Press 1997, ISBN 0-472-08478-X
- Billie's Blues – A survey of Billie Holiday's Career, Stein and Day Publishing 1975, da Capo 1989, ISBN 0-306-80363-1
- The Song of the Hawk – The Life and Recordings of Coleman Hawkins, University of Michigan Press 1990, ISBN 0-472-08201-9
- Sidney Bechet – the Wizard of Jazz, da Capo 1996, ISBN 0-306-80678-9 (eerste MacMillan 1987)
- Who's Who of Jazz – Storyville to Swing Street, da Capo, 4th Edition 1985, ISBN 0-306-80243-0 (eerste Bloomsbury Bookshop 1970)
- Who's Who of British Jazz, Continuum International Publishing Group 2004, ISBN 0-8264-7234-6
- Hot Jazz, Warm Feet (Autobiografie), London, Northway Books, 2007, ISBN 978-0-9550908-3-7.

- Bibliothèque nationale de France: cb124015791 (data)
- Gemeinsame Normdatei: 107938685
- International Standard Name Identifier: 0000 0001 1291 9928
- Library of Congress Control Number: n50038145
- Nationale Bibliotheek van Letland: 000179150
- MusicBrainz: 35f85929-baa5-4fd1-aa96-0740fd48314c
- Nationale Bibliotheek van Tsjechië: mzk2013759827
- Nationale Bibliotheek van Israël: 987007272695805171
- Nederlandse Thesaurus van Auteursnamen: 073227293
- SNAC: w6474n53
- Système universitaire de documentation: 033117047
- Virtual International Authority File: 113586050
- WorldCat: E39PBJbRhrdkcqgbm8QKwBM3wC